# Svizzera ai XXI Giochi olimpici invernali
La Svizzera ha partecipato ai XXI Giochi olimpici invernali di Vancouver, che si sono svolti dal 12 al 28 febbraio 2010, con una delegazione di 146 atleti.

## Medaglie

### Medagliere per discipline
| Sport             | Oro | Argento | Bronzo | Totale |
| ----------------- | --- | ------- | ------ | ------ |
| Salto con gli sci | 2   | 0       | 0      | 2      |
| Sci alpino        | 2   | 0       | 1      | 3      |
| Freestyle         | 1   | 0       | 0      | 1      |
| Sci di fondo      | 1   | 0       | 0      | 1      |
| Snowboard         | 0   | 0       | 1      | 1      |
| Curling           | 0   | 0       | 1      | 1      |
| Totale            | 6   | 0       | 3      | 9      |

### Medaglie d'oro
| Medaglia | Nome           | Sport             | Evento                          |
| -------- | -------------- | ----------------- | ------------------------------- |
| Oro      | Michael Schmid | Freestyle         | Ski cross maschile              |
| Oro      | Simon Ammann   | Salto con gli sci | Individuale NH                  |
| Oro      | Simon Ammann   | Salto con gli sci | Individuale LH                  |
| Oro      | Didier Défago  | Sci alpino        | Discesa libera maschile         |
| Oro      | Carlo Janka    | Sci alpino        | Slalom gigante maschile         |
| Oro      | Dario Cologna  | Sci di fondo      | 15 km a tecnica libera maschile |

### Medaglie di bronzo
| Medaglia | Nome                                                             | Sport      | Evento                    |
| -------- | ---------------------------------------------------------------- | ---------- | ------------------------- |
| Bronzo   | Silvan Zurbriggen                                                | Sci alpino | Supercombinata maschile   |
| Bronzo   | Olivia Nobs                                                      | Snowboard  | Snowboard cross femminile |
| Bronzo   | Ralph Stöckli Jan Hauser Markus Eggler Simon Strübin Toni Müller | Curling    | Torneo femminile          |

## Biathlon
| Gara                    | Atleta                                                        | Penalità    | Tempo d'arrivo | Posizione |
| ----------------------- | ------------------------------------------------------------- | ----------- | -------------- | --------- |
| 10 km sprint            | Thomas Frei                                                   | 0 (0+0)     | 25'36"9        | 13        |
| 10 km sprint            | Simon Hallenbarter                                            | 2 (2+0)     | 25'48"3        | 16        |
| 10 km sprint            | Matthias Simmen                                               | 1 (1+0)     | 26'11"5        | 26        |
| 10 km sprint            | Benjamin Weger                                                | 3 (3+0)     | 27'43"6        | 69        |
| 12,5 km inseguimento    | Thomas Frei                                                   | 1 (0+1+0+0) | 34'56"4        | 12        |
| 12,5 km inseguimento    | Simon Hallenbarter                                            | 6 (1+2+1+2) | 37'07"9        | 43        |
| 12,5 km inseguimento    | Matthias Simmen                                               | 3 (3+0+0+0) | 35'55"0        | 28        |
| 15 km partenza in linea | Thomas Frei                                                   | 2 (0+1+1+0) | 37'12"9        | 24        |
| 20 km individuale       | Thomas Frei                                                   | 2 (1+0+0+1) | 51'03"4        | 16        |
| 20 km individuale       | Simon Hallenbarter                                            | 5 (1+0+1+3) | 53'18"4        | 43        |
| 20 km individuale       | Matthias Simmen                                               | 4 (1+1+2+0) | 53'05"7        | 39        |
| 20 km individuale       | Benjamin Weger                                                | 5 (1+1+2+1) | 54'20"3        | 55        |
| Staffetta 4x7,5 km      | Thomas Frei Matthias Simmen Benjamin Weger Simon Hallenbarter | 0+2 0+7     | 1h 24'36"8     | 9         |

| Gara               | Atleta          | Penalità    | Tempo d'arrivo | Posizione |
| ------------------ | --------------- | ----------- | -------------- | --------- |
| 7,5 km sprint      | Selina Gasparin | 4 (2+2)     | 22'23"4        | 56        |
| 10 km inseguimento | Selina Gasparin | 5 (2+1+1+1) | 35'53"5        | 48        |
| 15 km individuale  | Selina Gasparin | 3 (0+1+0+2) | 45'23"6        | 40        |

## Bob
| Gara                   | Equipaggio                                                 | Manche 1    | Manche 2    | Manche 3    | Manche 4    | Totale      | Posizione   |
| ---------------------- | ---------------------------------------------------------- | ----------- | ----------- | ----------- | ----------- | ----------- | ----------- |
| Bob a due maschile     | Ivo Rüegg Cédric Grand                                     | 51"76       | 52"18       | 51"92       | 51"99       | 3'27"85     | 4           |
| Bob a quattro maschile | Ivo Rüegg Thomas Lamparter Cédric Grand Beat Hefti         | 51"31       | 51"13       | 51"70       | 51"57       | 3'25"71     | 6           |
| Bob a quattro maschile | Daniel Schmid Alex Baumann Christian Aebli Roman Handschin | non partiti | non partiti | non partiti | non partiti | non partiti | non partiti |
| Bob a due femminile    | Sabrina Hafner Caroline Spahni                             | 54"18       | 54"70       | 53"87       | 54"09       | 3'36"84     | 12          |
| Bob a due femminile    | Fabienne Meyer Hannelore Schenk                            | 54"04       | 54"27       | 54"00       | 53"82       | 3'36"13     | 10          |

Nel bob a due maschile avrebbero dovuto partecipare anche gli equipaggi formati da Beat Hefti e Thomas Lamparter e da Daniel Schmid e Jörg Egger, che hanno rinunciato dopo aver avuto un incidente durante le prove.

## Combinata nordica
| Gara           | Atleta                                          | Salto  | Salto | Salto | Fondo   | Fondo            | Posizione |
| Gara           | Atleta                                          | Lungh. | Punti | Pos.  | Tempo   | Tempo + distacco | Posizione |
| -------------- | ----------------------------------------------- | ------ | ----- | ----- | ------- | ---------------- | --------- |
| NH + 10 km     | Ronny Heer                                      | 97,0   | 116,5 | 21    | 25'09"2 | 26'25"2          | 11        |
| NH + 10 km     | Tim Hug                                         | 93,5   | 108,0 | 36    | 26'04"1 | 26'54"1          | 35        |
| NH + 10 km     | Seppi Hurschler                                 | 94,0   | 109,0 | 34    | 25'40"6 | 27'26"6          | 29        |
| NH + 10 km     | Thomas Schmid                                   | 96,5   | 115,0 | 26    | 27'38"5 | 28'00"5          | 40        |
| LH + 10 km     | Ronny Heer                                      | 115,0  | 96,0  | 24    | 25'45"5 | 27'49"5          | 22        |
| LH + 10 km     | Tim Hug                                         | 107,0  | 82,5  | 37    | 26'02"3 | 29'00"3          | 33        |
| LH + 10 km     | Seppi Hurschler                                 | 107,5  | 82,3  | 38    | 25'44"9 | 28'43"9          | 31        |
| LH + 10 km     | Thomas Schmid                                   | 125,0  | 108,5 | 15    | 26'11"7 | 27'25"7          | 16        |
| Gara a squadre | Seppi Hurschler Tim Hug Tommy Schmid Ronny Heer | -      | 436,6 | 9     | 52'15"8 | 63'59"8          | 9         |

## Curling

### Torneo maschile
La squadra è stata composta da:
- Ralph Stöckli (skip)
- Jan Hauser (third)
- Markus Eggler (second)
- Simon Strübin (lead)
- Toni Müller (alternate)

#### Prima fase
| Sessione | Squadre     | Risultato | 1 | 2 | 3 | 4 | 5 | 6 | 7 | 8 | 9 | 10 | 11 |
| -------- | ----------- | --------- | - | - | - | - | - | - | - | - | - | -- | -- |
| 1        | Svizzera    | 6         | 0 | 0 | 0 | 1 | 1 | 0 | 4 | 0 | 0 | 0  |    |
| 1        | Danimarca   | 5         | 0 | 0 | 0 | 0 | 0 | 1 | 0 | 2 | 1 | 1  |    |
| 3        | Stati Uniti | 6         | 0 | 0 | 0 | 2 | 1 | 1 | 1 | 1 | 0 | 0  | 0  |
| 3        | Svizzera    | 7         | 2 | 1 | 1 | 0 | 0 | 0 | 0 | 0 | 1 | 1  | 1  |
| 4        | Regno Unito | 3         | 0 | 0 | 0 | 0 | 0 | 0 | 0 | 0 | 0 | 0  |    |
| 4        | Svizzera    | 4         | 0 | 0 | 0 | 0 | 0 | 0 | 0 | 0 | 0 | 1  |    |
| 5        | Norvegia    | 7         | 2 | 0 | 0 | 1 | 0 | 1 | 0 | 1 | 0 | 2  |    |
| 5        | Svizzera    | 4         | 0 | 0 | 1 | 0 | 1 | 0 | 1 | 0 | 1 | 0  |    |
| 6        | Germania    | 7         | 0 | 0 | 1 | 0 | 1 | 1 | 1 | 0 | 3 | 0  |    |
| 6        | Svizzera    | 6         | 2 | 0 | 0 | 2 | 0 | 0 | 0 | 1 | 0 | 1  |    |
| 8        | Svizzera    | 9         | 0 | 0 | 2 | 0 | 3 | 0 | 2 | 0 | 2 | X  |    |
| 8        | Cina        | 5         | 0 | 1 | 0 | 2 | 0 | 1 | 0 | 1 | 0 | X  |    |
| 9        | Svizzera    | 4         | 0 | 1 | 0 | 0 | 0 | 1 | 0 | 2 | 0 | 0  |    |
| 9        | Canada      | 6         | 2 | 0 | 1 | 0 | 0 | 0 | 2 | 0 | 0 | 1  |    |
| 10       | Svizzera    | 7         | 1 | 1 | 0 | 2 | 0 | 0 | 0 | 0 | 3 | X  |    |
| 10       | Svezia      | 3         | 0 | 0 | 2 | 0 | 0 | 0 | 1 | 0 | 0 | X  |    |
| 12       | Svizzera    | 6         | 2 | 0 | 0 | 0 | 0 | 2 | 1 | 1 | 0 | X  |    |
| 12       | Francia     | 2         | 0 | 0 | 0 | 1 | 0 | 0 | 0 | 0 | 1 | X  |    |

Classifica
| Squadre     | G | V | P | PF | PS |
| ----------- | - | - | - | -- | -- |
| Canada      | 9 | 9 | 0 | 75 | 37 |
| Norvegia    | 9 | 7 | 2 | 64 | 43 |
| Svizzera    | 9 | 6 | 3 | 53 | 44 |
| Svezia      | 9 | 5 | 4 | 50 | 52 |
| Regno Unito | 9 | 5 | 4 | 57 | 44 |
| Germania    | 9 | 4 | 5 | 48 | 60 |
| Francia     | 9 | 3 | 6 | 37 | 63 |
| Cina        | 9 | 2 | 7 | 52 | 60 |
| Danimarca   | 9 | 2 | 7 | 45 | 63 |
| Stati Uniti | 9 | 2 | 7 | 43 | 59 |

#### Seconda fase
| Turno                | Squadre  | Finale | 1 | 2 | 3 | 4 | 5 | 6 | 7 | 8 | 9 | 10 |
| -------------------- | -------- | ------ | - | - | - | - | - | - | - | - | - | -- |
| Semifinale           | Svizzera | 5      | 0 | 0 | 0 | 1 | 0 | 2 | 0 | 1 | 0 | 1  |
| Semifinale           | Norvegia | 7      | 0 | 1 | 1 | 0 | 2 | 0 | 1 | 0 | 2 | 0  |
| Finale per il bronzo | Svezia   | 4      | 0 | 1 | 0 | 0 | 2 | 0 | 1 | 0 | 0 | 0  |
| Finale per il bronzo | Svizzera | 5      | 1 | 0 | 0 | 1 | 0 | 1 | 0 | 0 | 0 | 2  |

### Torneo femminile
La squadra è stata composta da:
- Mirjam Ott (skip)
- Carmen Schäfer (third)
- Carmen Küng (second)
- Janine Greiner (lead)
- Irene Schori (alternate)

#### Prima fase
| Sessione | Squadre     | Risultato | 1 | 2 | 3 | 4 | 5 | 6 | 7 | 8 | 9 | 10 | 11 |
| -------- | ----------- | --------- | - | - | - | - | - | - | - | - | - | -- | -- |
| 1        | Canada      | 5         | 0 | 0 | 1 | 0 | 0 | 2 | 0 | 1 | 0 | 1  |    |
| 1        | Svizzera    | 4         | 0 | 0 | 0 | 2 | 0 | 0 | 1 | 0 | 1 | 0  |    |
| 2        | Svizzera    | 7         | 0 | 2 | 0 | 1 | 0 | 1 | 0 | 1 | 0 | 2  | 0  |
| 2        | Svezia      | 8         | 1 | 0 | 1 | 0 | 2 | 0 | 2 | 0 | 1 | 0  | 1  |
| 3        | Cina        | 8         | 0 | 1 | 0 | 0 | 4 | 0 | 1 | 1 | 0 | 1  |    |
| 3        | Svizzera    | 6         | 2 | 0 | 0 | 1 | 0 | 1 | 0 | 0 | 2 | 0  |    |
| 6        | Svizzera    | 8         | 4 | 1 | 0 | 0 | 1 | 1 | 0 | 1 | 0 | X  |    |
| 6        | Russia      | 5         | 0 | 0 | 1 | 1 | 0 | 0 | 2 | 0 | 1 | X  |    |
| 7        | Danimarca   | 7         | 2 | 1 | 0 | 2 | 0 | 0 | 1 | 1 | 0 | 0  |    |
| 7        | Svizzera    | 8         | 0 | 0 | 2 | 0 | 2 | 1 | 0 | 0 | 2 | 1  |    |
| 8        | Regno Unito | 6         | 0 | 1 | 0 | 0 | 1 | 0 | 3 | 1 | 0 | X  |    |
| 8        | Svizzera    | 10        | 2 | 0 | 2 | 4 | 0 | 1 | 0 | 0 | 1 | X  |    |
| 10       | Giappone    | 4         | 1 | 0 | 1 | 0 | 1 | 0 | 1 | 0 | X | X  |    |
| 10       | Svizzera    | 10        | 0 | 2 | 0 | 4 | 0 | 2 | 0 | 2 | X | X  |    |
| 11       | Svizzera    | 4         | 0 | 0 | 0 | 0 | 1 | 1 | 0 | 1 | 1 | X  |    |
| 11       | Germania    | 2         | 0 | 0 | 1 | 0 | 0 | 0 | 1 | 0 | 0 | X  |    |
| 12       | Svizzera    | 10        | 0 | 0 | 2 | 1 | 3 | 1 | 3 | X | X | X  |    |
| 12       | Stati Uniti | 3         | 1 | 2 | 0 | 0 | 0 | 0 | 0 | X | X | X  |    |

Classifica
| Squadre     | G | V | P | PF | PS |
| ----------- | - | - | - | -- | -- |
| Canada      | 9 | 8 | 1 | 56 | 37 |
| Svezia      | 9 | 7 | 2 | 56 | 52 |
| Cina        | 9 | 6 | 3 | 61 | 47 |
| Svizzera    | 9 | 6 | 3 | 67 | 48 |
| Danimarca   | 9 | 4 | 5 | 49 | 61 |
| Germania    | 9 | 3 | 6 | 52 | 56 |
| Regno Unito | 9 | 3 | 6 | 54 | 59 |
| Giappone    | 9 | 3 | 6 | 64 | 70 |
| Russia      | 9 | 3 | 6 | 53 | 60 |
| Stati Uniti | 9 | 2 | 7 | 43 | 65 |

#### Seconda fase
| Turno                | Squadre  | Finale | 1 | 2 | 3 | 4 | 5 | 6 | 7 | 8 | 9 | 10 |
| -------------------- | -------- | ------ | - | - | - | - | - | - | - | - | - | -- |
| Semifinale           | Canada   | 6      | 1 | 0 | 2 | 0 | 0 | 2 | 0 | 0 | 1 | 0  |
| Semifinale           | Svizzera | 5      | 0 | 1 | 0 | 1 | 1 | 0 | 0 | 1 | 0 | 1  |
| Finale per il bronzo | Cina     | 12     | 3 | 0 | 2 | 0 | 1 | 0 | 2 | 4 | X | X  |
| Finale per il bronzo | Svizzera | 6      | 0 | 1 | 0 | 3 | 0 | 2 | 0 | 0 | X | X  |

## Freestyle
| Gara            | Atleta            | Qualificazioni | Qualificazioni | Qualificazioni | Qualificazioni | Finale   | Finale   | Finale | Finale    |
| Gara            | Atleta            | 1° salto       | 2° salto       | Totale         | Posizione      | 1° salto | 2° salto | Totale | Posizione |
| --------------- | ----------------- | -------------- | -------------- | -------------- | -------------- | -------- | -------- | ------ | --------- |
| Salti maschile  | Christian Hächler | 106,64         | 100,61         | 207,25         | 16             |          |          |        |           |
| Salti maschile  | Andreas Isoz      | 103,76         | 110,42         | 214,18         | 14             |          |          |        |           |
| Salti maschile  | Thomas Lambert    | 114,58         | 123,75         | 238,33         | 3              | 93,66    | 117,24   | 210,90 | 12        |
| Salti maschile  | Renato Ulrich     | 81,86          | 118,55         | 200,41         | 18             |          |          |        |           |
| Salti femminile | Evelyne Leu       | 93,75          | 61,75          | 155,50         | 16             |          |          |        |           |
| Salti femminile | Tanja Schärer     | 60,63          | 65,10          | 125,73         | 19             |          |          |        |           |

| Gara                | Atleta            | Qualificazioni | Qualificazioni | Ottavi | Quarti | Semifinali | Finale |
| ------------------- | ----------------- | -------------- | -------------- | ------ | ------ | ---------- | ------ |
| Ski cross maschile  | Beni Hofer        | 1'16"18        | 31             | 4      |        |            |        |
| Ski cross maschile  | Conradign Netzer  | 1'13"91        | 14             | 3      |        |            |        |
| Ski cross maschile  | Mike Schmid       | 1'12"53        | 1              | 1      | 1      | 1          |        |
| Ski cross maschile  | Richard Spalinger | 1'15"12        | 27             | 2      | 4      |            |        |
| Ski cross femminile | Sanna Lüdi        | 1'32"87        | 35             |        |        |            |        |
| Ski cross femminile | Katrin Müller     | 1'18"92        | 9              | 4      |        |            |        |
| Ski cross femminile | Franziska Steffen | 1'22"32        | 29             | 4      |        |            |        |
| Ski cross femminile | Fanny Smith       | 1'17"38        | 3              | 1      | 2      | 3          | 7      |

## Hockey su ghiaccio

### Torneo maschile

#### Roster
- Jonas Hiller
- Ronnie Rüeger
- Tobias Stephan
- Goran Bezina
- Severin Blindenbacher
- Rafael Diaz
- Luca Sbisa
- Mathias Seger
- Mark Streit
- Yannick Weber
- Andres Ambühl
- Thomas Déruns
- Hnat Domenichelli
- Sandy Jeannin
- Thibaut Monnet
- Thierry Paterlini
- Martin Plüss
- Kevin Romy
- Ivo Rüthemann
- Raffaele Sannitz
- Paul Savary
- Julien Sprunger
- Roman Wick

#### Prima fase
| Vancouver 16 febbraio 2010, ore 12:00 UTC-8 | Stati Uniti | 3 – 1 (1-0, 2-0, 0-1) referto | Svizzera | Canada Hockey Place (16.706 spett.) |

| Vancouver 18 febbraio 2010, ore 16:30 UTC-8 | Svizzera | 2 – 3 SO (0-1, 2-1, 0-0, 0-0, 0/4, 1/4) referto | Canada | Canada Hockey Place |

| Vancouver 20 febbraio 2010, ore 12:00 UTC-8 | Norvegia | 4 – 5 TS (1-1, 2-2, 1-1, 0-1) referto | Svizzera | Canada Hockey Place |

Classifica
| Squadre     | Punti | PG | V | VOT | POT | P | GF | GS | DG  |
| ----------- | ----- | -- | - | --- | --- | - | -- | -- | --- |
| Stati Uniti | 9     | 3  | 3 | 0   | 0   | 0 | 14 | 5  | +9  |
| Canada      | 5     | 3  | 1 | 1   | 0   | 1 | 14 | 7  | +7  |
| Svizzera    | 3     | 3  | 0 | 1   | 1   | 1 | 8  | 10 | -2  |
| Norvegia    | 1     | 3  | 0 | 0   | 1   | 2 | 5  | 19 | -14 |

#### Fase ad eliminazione diretta
Playoff
| Vancouver 23 febbraio 2010, ore 12:00 UTC-8 | Svizzera | 3 – 2 SO (1-1, 1-1, 0-0, 0-0 , 2/3-1/3) referto | Bielorussia | Canada Hockey Place |

Quarti di finale
| Vancouver 24 febbraio 2010, ore 12:00 UTC-8 | Stati Uniti | 2 – 0 (0-0, 0-0, 2-0) referto | Svizzera | Canada Hockey Place |

### Torneo femminile

#### Roster
- Sophie Anthamatten
- Florence Schelling
- Dominique Slongo
- Laura Benz
- Angela Frautschi
- Julia Marty
- Lucrèce Nussbaum
- Claudia Riechsteiner
- Sandra Thalmann
- Stefanie Wyss
- Sandra Benz
- Nicole Bullo
- Melanie Häfliger
- Kathrin Lehmann
- Darcia Leimgruber
- Stefanie Marty
- Christine Meier
- Rahel Michielin
- Katrin Nabholz
- Anja Stiefel)
- Sabrina Zollinger

#### Prima fase
| Vancouver 13 febbraio 2010, ore 12:00 UTC-8 | Svezia | 3 – 0 (1-0, 1-0, 1-0) referto | Svizzera | UBC Winter Sports Centre (5.222 spett.) |

| Vancouver 15 febbraio 2010, ore 14:30 UTC-8 | Svizzera | 1 – 10 (0-2, 1-3, 0-5) referto | Canada | UBC Winter Sports Centre (5.413 spett.) |

| Vancouver 17 febbraio 2010, ore 19:00 UTC-8 | Slovacchia | 2 – 5 (1-0, 0-1, 1-4) referto | Svizzera | UBC Winter Sports Centre |

Classifica
| Squadre    | Punti | PG | V | VOT | POT | P | GF | GS | DG  |
| ---------- | ----- | -- | - | --- | --- | - | -- | -- | --- |
| Canada     | 9     | 3  | 3 | 0   | 0   | 0 | 41 | 2  | +39 |
| Svezia     | 6     | 3  | 2 | 0   | 0   | 1 | 10 | 15 | -5  |
| Svizzera   | 3     | 3  | 1 | 0   | 0   | 2 | 6  | 15 | -9  |
| Slovacchia | 0     | 3  | 0 | 0   | 0   | 3 | 4  | 29 | -25 |

#### Fase ad eliminazione diretta
Semifinale 5º-8º posto
| Vancouver 20 febbraio 2010, ore 14:30 UTC-8 | Svizzera | 6 – 0 (2-0, 2-0, 2-0) referto | Cina | UBC Winter Sports Centre |

Finale 5º-6º posto
| Vancouver 22 febbraio 2010, ore 19:00 UTC-8 | Svizzera | 2 – 1 (0-1, 1-0, 0-0, 0-0, 2/3-1/3) referto | Russia | UBC Winter Sports Centre |

## Pattinaggio di figura
| Gara                  | Atleta                      | Breve | Breve | Libero | Libero | Totale | Totale |
| Gara                  | Atleta                      | Punti | Pos.  | Punti  | Pos.   | Punti  | Pos.   |
| --------------------- | --------------------------- | ----- | ----- | ------ | ------ | ------ | ------ |
| Individuale maschile  | Stéphane Lambiel            | 84,63 | 5     | 162,09 | 3      | 246,72 | 4      |
| Individuale femminile | Sarah Meier                 | 56,70 | 15    | 96,11  | 14     | 152,81 | 15     |
| Gara a coppie         | Anaïs Morand Antoine Dorsaz | 55,34 | 13    | 89,08  | 17     | 144,42 | 15     |

## Pattinaggio di velocità
| Gara   | Atleta          | Tempo   | Posizione |
| ------ | --------------- | ------- | --------- |
| 5000 m | Roger Schneider | 6'39"30 | 24        |

## Salto con gli sci
| Gara               | Atleta         | Qualificazioni | Qualificazioni | Qualificazioni | Finale          | Finale         | Finale          | Finale         | Finale       | Posizione |
| Gara               | Atleta         | Lunghezza      | Punti          | Pos.           | Lungh. 1° salto | Punti 1° salto | Lungh. 2° salto | Punti 2° salto | Punti totali | Posizione |
| ------------------ | -------------- | -------------- | -------------- | -------------- | --------------- | -------------- | --------------- | -------------- | ------------ | --------- |
| Trampolino normale | Simon Ammann   | prequalificato | prequalificato | prequalificato | 105,0           | 135,5          | 108,0           | 141,0          | 276,5        |           |
| Trampolino normale | Andreas Küttel | 99,0           | 120,5          | 23             | 94,0            | 110,0          |                 |                | 110,0        | 35        |
| Trampolino lungo   | Simon Ammann   | prequalificato | prequalificato | prequalificato | 144,0           | 144,7          | 138,0           | 138,9          | 283,6        |           |
| Trampolino lungo   | Andreas Küttel | 130,0          | 122,5          | 20             | 121,5           | 105,2          | 119,0           | 99,7           | 204,9        | 24        |

## Sci alpino
| Gara           | Atleta              | 1° manche  | 2° manche    | Tempo totale | Posizione |
| -------------- | ------------------- | ---------- | ------------ | ------------ | --------- |
| Slalom         | Marc Berthod        | non finito |              |              |           |
| Slalom         | Marc Gini           | 49"94      | 51"41        | 1'41"35      | 15        |
| Slalom         | Sandro Viletta      | 49"85      | squalificato |              |           |
| Slalom         | Silvan Zurbriggen   | 48"78      | 52"05        | 1'40"83      | 12        |
| Gigante        | Marc Berthod        | 1'19"00    | 1'23"10      | 2'42"10      | 29        |
| Gigante        | Didier Cuche        | 1'18"75    | 1'20"70      | 2'39"45      | 14        |
| Gigante        | Carlo Janka         | 1'17"27    | 1'20"56      | 2'37"83      |           |
| Gigante        | Sandro Viletta      | 1'18"37    | 1'21"17      | 2'39"54      | 15        |
| Super-g        | Didier Cuche        | 1'31"06    | 1'31"06      | 1'31"06      | 10        |
| Super-g        | Didier Défago       | 1'31"43    | 1'31"43      | 1'31"43      | 23        |
| Super-g        | Tobias Grünenfelder | 1'30"90    | 1'30"90      | 1'30"90      | 9         |
| Super-g        | Carlo Janka         | 1'30"83    | 1'30"83      | 1'30"83      | 8         |
| Discesa        | Didier Cuche        | 1'54"67    | 1'54"67      | 1'54"67      | 6         |
| Discesa        | Didier Défago       | 1'54"31    | 1'54"31      | 1'54"31      |           |
| Discesa        | Ambrosi Hoffmann    | 1'56"04    | 1'56"04      | 1'56"04      | 23        |
| Discesa        | Carlo Janka         | 1'55"02    | 1'55"02      | 1'55"02      | 11        |
| Supercombinata | Didier Défago       | 1'53"69    | non finito   |              |           |
| Supercombinata | Carlo Janka         | 1'53"65    | 51"89        | 2'45"54      | 4         |
| Supercombinata | Sandro Viletta      | 1'55"72    | 52"47        | 2'48"19      | 14        |
| Supercombinata | Silvan Zurbriggen   | 1'53"88    | 51"44        | 2'45"32      |           |

| Gara           | Atleta          | 1° manche  | 2° manche  | Tempo totale | Posizione  |
| -------------- | --------------- | ---------- | ---------- | ------------ | ---------- |
| Gigante        | Andrea Dettling | non finito |            |              |            |
| Gigante        | Fabienne Suter  | 1'15"97    | 1'11"55    | 2'27"52      | 4          |
| Super-g        | Andrea Dettling | 1'22"03    | 1'22"03    | 1'22"03      | 12         |
| Super-g        | Nadja Kamer     | non finito | non finito | non finito   | non finito |
| Super-g        | Nadia Styger    | 1'25"25    | 1'25"25    | 1'25"25      | 6          |
| Super-g        |                 | 1'22"16    | 1'22"16    | 1'22"16      | 13         |
| Discesa        | Dominique Gisin | non finito | non finito | non finito   | non finito |
| Discesa        | Nadja Kamer     | 1'48"14    | 1'48"14    | 1'48"14      | 19         |
| Discesa        | Nadia Styger    | 1'47"22    | 1'47"22    | 1'47"22      | 12         |
| Discesa        | Fabienne Suter  | 1'46"17    | 1'46"17    | 1'46"17      | 5          |
| Supercombinata | Andrea Dettling | 1'26"28    | 48"16      | 2'14"44      | 23         |
| Supercombinata | Nadja Kamer     | non finito |            |              |            |
| Supercombinata | Fabienne Suter  | 1'25"29    | 45"56      | 2'10"85      | 6          |

## Sci di fondo
| Gara                        | Atleta                                             | Tempo d'arrivo | Posizione |
| --------------------------- | -------------------------------------------------- | -------------- | --------- |
| 15 km a tecnica libera      | Dario Cologna                                      | 33'36"3        |           |
| 15 km a tecnica libera      | Remo Fischer                                       | 34'51"1        | 15        |
| 15 km a tecnica libera      | Toni Livers                                        | 34'43"3        | 12        |
| 15 km a tecnica libera      | Curdin Perl                                        | 34'51"8        | 17        |
| 30 km inseguimento          | Dario Cologna                                      | 1h 16'12"2     | 13        |
| 30 km inseguimento          | Remo Fischer                                       | 1h 22'52"1     | 44        |
| 30 km inseguimento          | Toni Livers                                        | 1h 17'26"0     | 22        |
| 30 km inseguimento          | Curdin Perl                                        | 1h 17'05"0     | 20        |
| 50 km con partenza in linea | Dario Cologna                                      | 2h 05'47"5     | 10        |
| Staffetta 4x10 km           | Toni Livers Curdin Perl Remo Fischer Dario Cologna | 1h 47'57"2     | 10        |

| Gara              | Atleta                           | Qualificazioni | Qualificazioni | Quarti di finale | Quarti di finale | Semifinali | Semifinali | Finale | Finale    |
| Gara              | Atleta                           | Tempo          | Pos.           | Tempo            | Pos.             | Tempo      | Pos.       | Tempo  | Posizione |
| ----------------- | -------------------------------- | -------------- | -------------- | ---------------- | ---------------- | ---------- | ---------- | ------ | --------- |
| Individuale       | Peter von Allmen                 | 3'46"16        | 43             |                  |                  |            |            |        |           |
| Individuale       | Christoph Eigenmann              | 3'42"18        | 34             |                  |                  |            |            |        |           |
| Individuale       | Valerio Leccardi                 | 3'42"84        | 38             |                  |                  |            |            |        |           |
| Individuale       | Eligius Tambornino               | 3'48"33        | 49             |                  |                  |            |            |        |           |
| Sprint di squadra | Eligius Tambornino Dario Cologna |                |                |                  |                  | 18'54"6    | 6          |        |           |

| Gara                        | Atleta          | Tempo d'arrivo | Posizione  |
| --------------------------- | --------------- | -------------- | ---------- |
| 30 km con partenza in linea | Laurence Rochat | non finito     | non finito |

| Gara              | Atleta                        | Qualificazioni | Qualificazioni | Quarti di finale | Quarti di finale | Semifinali | Semifinali | Finale | Finale    |
| Gara              | Atleta                        | Tempo          | Pos.           | Tempo            | Pos.             | Tempo      | Pos.       | Tempo  | Posizione |
| ----------------- | ----------------------------- | -------------- | -------------- | ---------------- | ---------------- | ---------- | ---------- | ------ | --------- |
| Individuale       | Doris Trachsel                | 3'50"85        | 30             | 3'44"7           | 6                |            |            |        |           |
| Sprint di squadra | Bettina Gruber Silvana Bucher |                |                |                  |                  | 20'04"6    | 9          |        |           |

## Skeleton
| Gara              | Atleta        | Manche 1 | Manche 2 | Manche 3 | Manche 4 | Totale  | Posizione |
| ----------------- | ------------- | -------- | -------- | -------- | -------- | ------- | --------- |
| Singolo maschile  | Pascal Oswald | 53"77    | 53"68    | 53"00    | 53"30    | 3'33"75 | 16        |
| Singolo femminile | Maya Pedersen | 54"53    | 54"83    | 54"24    | 53"91    | 3'37"51 | 9         |

## Slittino
| Gara              | Atleta         | Manche 1 | Manche 2 | Manche 3 | Manche 4 | Totale   | Posizione |
| ----------------- | -------------- | -------- | -------- | -------- | -------- | -------- | --------- |
| Singolo maschile  | Stefan Höhener | 48"728   | 53"838   | 49"559   | 48"713   | 3'20"838 | 32        |
| Singolo femminile | Martina Kocher | 42"005   | 41"697   | 41"976   | 41"897   | 2'47"575 | 7         |

## Snowboard
| Gara               | Atleta            | Qualificazioni | Qualificazioni | Semifinali           | Semifinali           | Finale    | Finale    |
| Gara               | Atleta            | Punteggio      | Pos.           | Punteggio            | Pos.                 | Punteggio | Posizione |
| ------------------ | ----------------- | -------------- | -------------- | -------------------- | -------------------- | --------- | --------- |
| Halfpipe maschile  | Sergio Berger     | 26,2           | 14             |                      |                      |           |           |
| Halfpipe maschile  | Christian Haller  | 16,0           | 17             |                      |                      |           |           |
| Halfpipe maschile  | Markus Keller     | 20,4           | 13             |                      |                      |           |           |
| Halfpipe maschile  | Yuri Podladchikov | 41,4           | 3              | di diritto in finale | di diritto in finale | 42,4      | 4         |
| Halfpipe femminile | Ursina Haller     | 31,9           | 13             | 35,4                 | 6                    | 27,9      | 9         |
| Halfpipe femminile | Manuela Pesko     | 17,5           | 25             |                      |                      |           |           |

| Gara                        | Atleta              | Qualificazioni | Qualificazioni | Ottavi     | Ottavi | Quarti    | Quarti | Semifinale | Semifinale | Finale | Finale |
| --------------------------- | ------------------- | -------------- | -------------- | ---------- | ------ | --------- | ------ | ---------- | ---------- | ------ | ------ |
| Gigante parallelo maschile  | Nevin Galmarini     | 1'18"86        | 17             |            |        |           |        |            |            |        |        |
| Gigante parallelo maschile  | Roland Haldi        | 1'19"51        | 20             |            |        |           |        |            |            |        |        |
| Gigante parallelo maschile  | Mark Iselin         | 1'19"16        | 19             |            |        |           |        |            |            |        |        |
| Gigante parallelo maschile  | Simon Schoch        | 1'16"95        | 3              | S. Schoch  |        | S. Schoch | DSQ    |            |            |        | 5      |
| Gigante parallelo maschile  | Simon Schoch        | 1'16"95        | 3              | P. Bussler | +22"06 | B. Karl   |        |            |            |        | 5      |
| Gigante parallelo femminile | Fränzi Mägert-Kohli | 1'50"76        | 28             |            |        |           |        |            |            |        |        |

| Gara                      | Atleta         | Qualificazioni | Qualificazioni | Ottavi | Quarti | Semifinali | Finale |
| ------------------------- | -------------- | -------------- | -------------- | ------ | ------ | ---------- | ------ |
| Snowboard cross maschile  | Fabio Caduff   | 1'22"78        | 16             | 2      | 3      |            |        |
| Snowboard cross femminile | Mellie Francon | 1'24"43        | 1              |        | 1      | 4          | 7      |
| Snowboard cross femminile | Sandra Frei    | 1'27"94        | 11             |        | 4      |            |        |
| Snowboard cross femminile | Simona Mailer  | 1'29"46        | 9              |        | 3      |            |        |
| Snowboard cross femminile | Olivia Nobs    | 1'26"25        | 4              |        | 1      | 2          |        |